# 미시간 주의회

미시간 주의회(Michigan Legislature)는 미국 미시간주의 입법부이다. 상원은 미시간주 상원, 하원은 미시간주 하원으로 구성된 양원제로 구성되어 있다. 1963년에 채택된 미시간주 헌법 제4조는 주의회의 역할과 구성 방법을 정의한다. 입법부의 주요 목적은 새로운 법률을 제정하고 기존 법률을 개정하거나 폐지하는 것이다. 입법부는 랜싱의 국회의사당 건물에서 회의를 가진다.
제102대 미시간주 의회가 2023년 1월 11일에 취임했다.